# مقاطعة دوفال (فلوريدا)
مقاطعة دوفال، فلوريدا (بالإنجليزية: Duval County, Florida)‏ هي إحدى مقاطعات ولاية فلوريدا في الولايات المتحدة. تأسست سنة 1822، بلغ عدد سكانها 879602 نسمة في عام 2010 حسب إحصاء مكتب تعداد الولايات المتحدة وتصل الكثافة السكانية فيها 431.1 نسمة/كم2.

## معرض صور

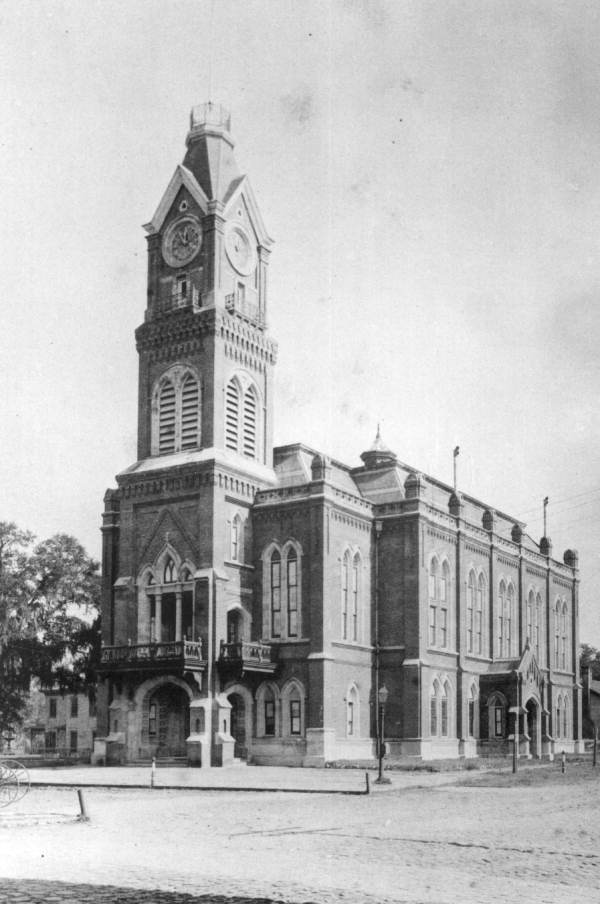
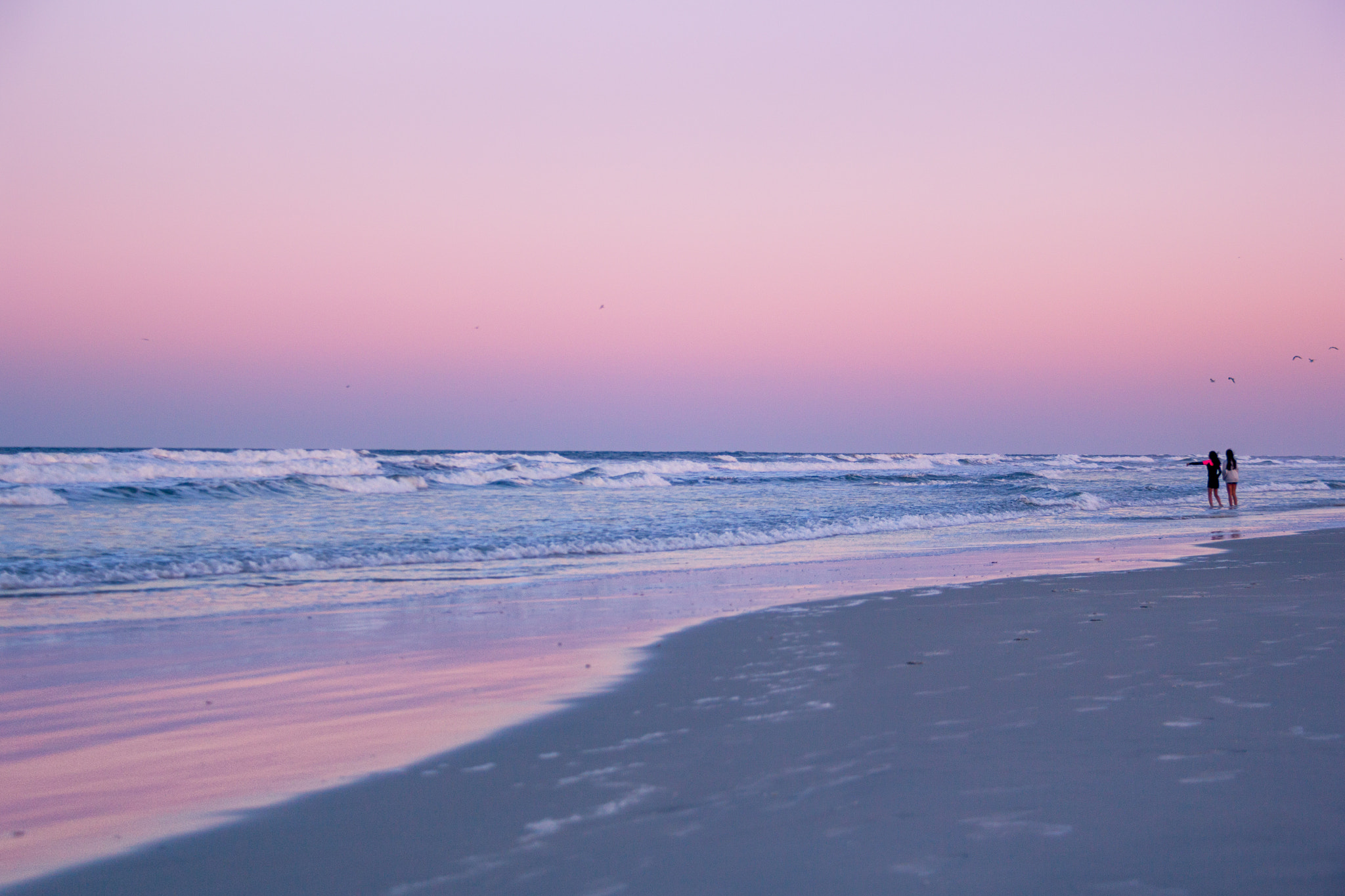
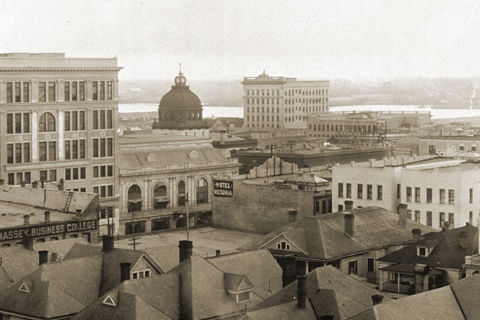
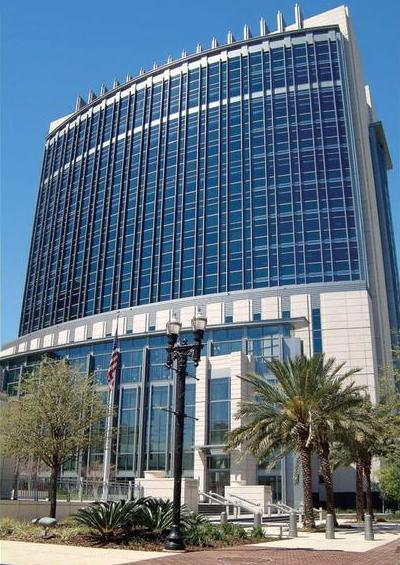
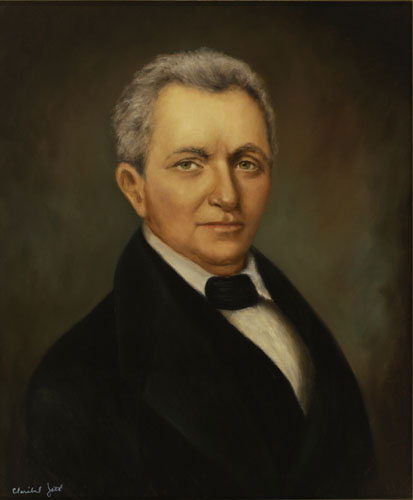

## وصلات خارجية
- coj.net